# Haworthia variegata
Haworthia variegata är en grästrädsväxtart som beskrevs av Harriet Margaret Louisa Bolus. Haworthia variegata ingår i släktet Haworthia och familjen grästrädsväxter.

## Underarter
Arten delas in i följande underarter:
- H. v. hemicrypta
- H. v. modesta
- H. v. petrophila
- H. v. variegata

## Bildgalleri

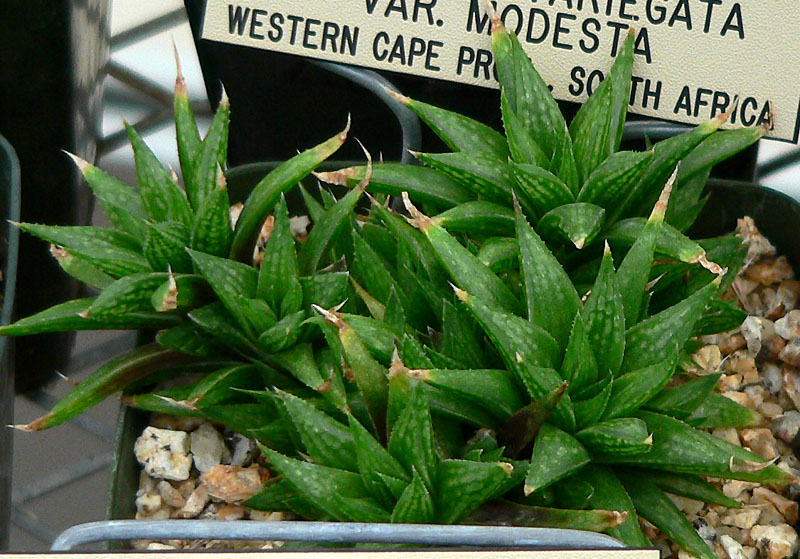